# Guz mrozowy
Guz mrozowy - jest to jedna z form mrozowych, punktowe nabrzmienie powierzchni gruntu otoczone pierścieniem kamieni, ponad dużym głazem znajdującym się przy powierzchni lub niedużej głębokości. Przypuszcza się, że przyczyną powstawania guzów mrozowych jest wymarzanie centralnego głazu powodujące ugięcie frontu zamarzania, co z kolei inicjuje migrację mniejszych kamieni ku powierzchni.